# William Frederick Havemeyer
William Frederick Havemeyer (New York, 12 febbraio 1804 – 30 novembre 1874) è stato un politico statunitense, 66°, 69°, e 80° sindaco di New York.